# Capitol Corridor

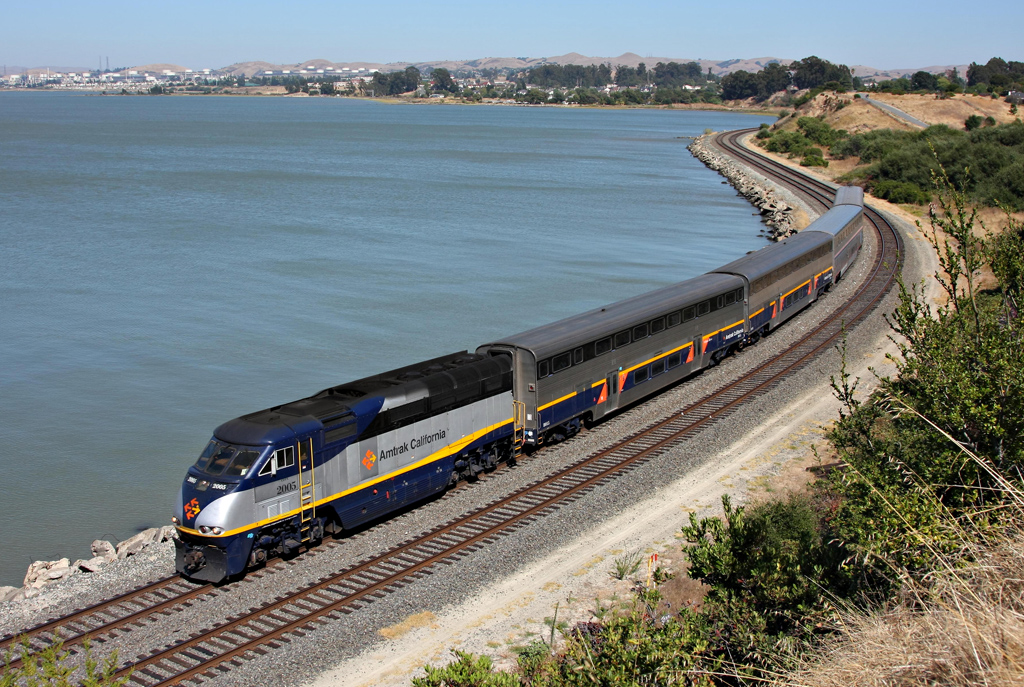
Vonat a vonalon a San Pablo-öböl mellett, Pinole közelében

A Capitol Corridor egy 270 km-es (168 mérföldes) személyszállító vonat-útvonal Észak-Kaliforniában, amelyet az Amtrak üzemeltet az öböl menti San José és a Sacramento völgyében fekvő Auburn között 1991 decembere óta. Az útvonal nevét a két pontról kapta, amelyek között a legtöbb vonat közlekedik: San José (amely Kalifornia első állami fővárosa volt) és Sacramento (a jelenlegi főváros, a Capitolium épületével). Az útvonal nagyjából párhuzamosan halad az I-880-as és az I-80-as útvonallal. Oakland és San José között korlátozott számú járat közlekedik. Napi egyetlen oda-vissza járat közlekedik San José és Auburn között, a Sierra Nevada lábánál.
Mint minden regionális vonatot Kaliforniában, a Capitol Corridort is egy közös hatóság üzemelteti. A Capitol Corridor Joint Powers Authority (CCJPA) egy olyan testület irányítása alatt áll, amely a vonat által érintett nyolc megye mind a nyolc megyéjéből két-két választott képviselőből áll. A CCJPA szerződést köt a San Francisco Bay Area Rapid Transit District-tel a napi irányítás ellátására, az Amtrak pedig a gördülőállomány (mozdonyok és személykocsik) üzemeltetésére és karbantartására. A kaliforniai közlekedési minisztérium (Caltrans) biztosítja a finanszírozást, és a gördülőállomány tulajdonosa is.
A legutolsó pénzügyi évben összesen 1 777 136 (2019) utas utazott a járaton, naponta átlagosan 4869 (2019) utasa volt. A 168 mérföldes (270 kilométeres) távolságot 17 megállással teszi meg a járat az UP és a JPBX vágányain. A két város között hétköznap 15 pár, hétvégén 11 pár járat közlekedik. Névadója a California State Capitol.